# Giants de Saint-Étienne
 (février 2019).
Stade
Maillots
Les Giants de Saint-Étienne sont un club français de football américain basé à Saint-Étienne. Le club est fondé en 1984 sous le nom des Titans de Saint-Étienne.

## Le club

### Équipes
Le club comprend :
- une équipe seniors évoluant dans le Championnat de D3 National,

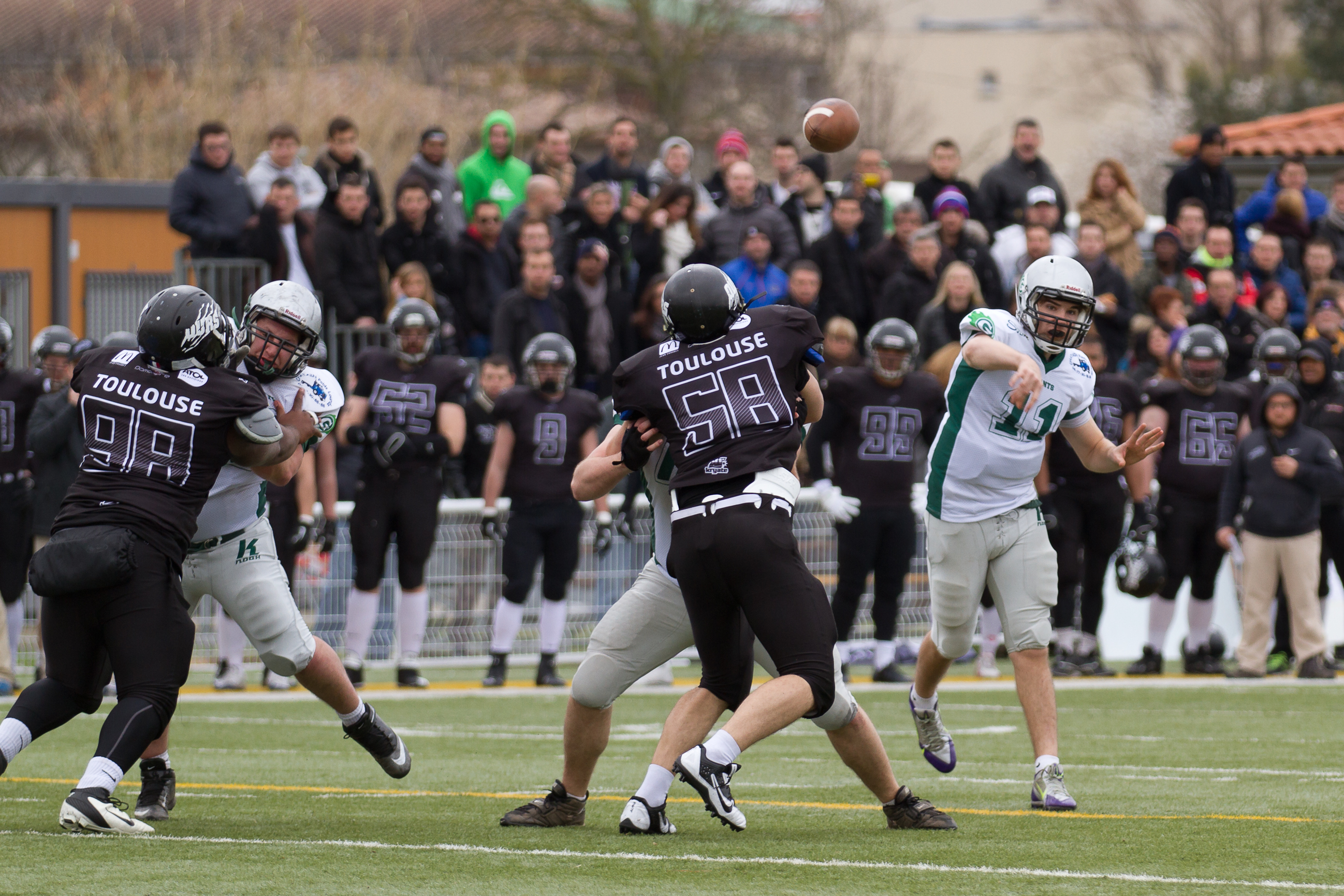
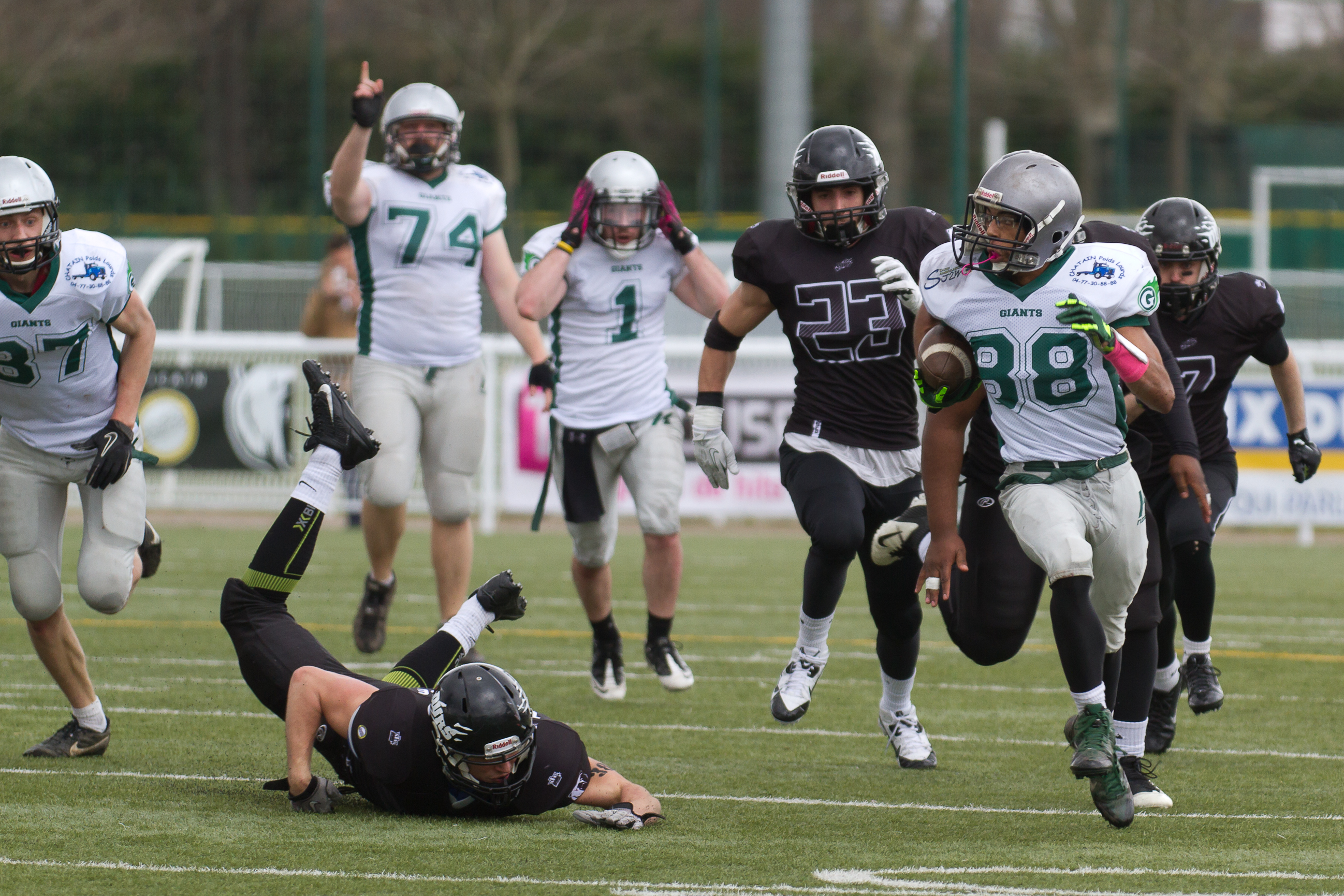

- une équipe U19,
- une équipe U16.

Et une section flag football.
Le club compte 238 adhérents en 2016.

### Organisation
Le président du club est Maxime Portefaiux, également joueur de l'équipe principale.

## Histoire

### Les Titans (1984-1987)
Le club est fondé en 1984 sous le nom des Titans de Saint-Étienne. Les Titans participent au Casque d'or (D1) en 1987, ils atteignent les quarts de finale où ils perdent face aux Paris Jets (0-16). À la suite de la saison 1987, le club change de nom, devenant les Giants de Saint-Étienne.

### Les Giants (1987-2007)
Après deux autres saisons passées parmi l'élite, les Giants sont relégués en Casque d'argent (D2), division dans laquelle ils vont évoluer jusqu'en 2002. Les Giants participent souvent aux playoffs, en 1990 ils perdent en quart de finale face aux Phocéens de Marseille (6-47), en 1991 ils éliminent les Canonniers de Toulon (huitième de finale) et les Cormorans de Montigny-le-Bretonneux (quart de finale, 18-2) avant de perdre en demi-finale face aux Pionniers de Touraine (20-37), en 1993 ils sont battus par les Kangourous de Pessac en quart de finale (6-27), en 1994 se sont les Gladiateurs de Rennes qui les éliminent en huitième de finale (32-30), ils gagnent en huitième de finale contre les Cougars de Saint-Ouen l’Aumône (14-10) et sont défaits par les Kiowas de Garches en quart de finale (18-20), entre 1995 et 1997 ils ne se qualifient pas pour les play-offs, en 1998 ils évincent les Ours de Toulouse en huitième de finale (59-10) puis les Kangourous de Pessac en quart de finale (26-16) mais échouent face aux Servals de Clermont-Ferrand en demi-finale (6-14), en 1999 ils sont sujets à des difficultés (effectif et financier) qui entraîne leur forfait général pour la saison, en 2000 ils reprennent la compétition, en 2001 ils affrontent les Canonniers de Toulon en quart de finale de la conférence sud (défaite 20-18). À l'issue de la saison 2002, le club descend en 3e division (Casque d'argent).
Les Giants terminent la saison 2003 invaincus et sont éliminés en quart de finale par les Mustangs de Montpellier. En 2004 ils gagnent face aux Blue-Stars de Marseille en huitième de finale (30-18) puis contre les Centurions de Nîmes (22-6) et en fin perdent en demi-finale 41 à 18 contre les Centaures de Grenoble. En 2005, nouvelle saison sans défaite pour les Giants, ils éliminent en huitième les Blue-Stars de Marseille (49-7) et ensuite sont vaincus par les Ours de Toulouse en quart de finale (35-16). En 2006, ils rencontrent une fois encore les Blue-Stars de Marseille en huitième de finale (32-0), mais perdent à domicile face aux Kangourous de Pessac en quart de finale (20-22).  Après cette défaite, les Giants traversent de grandes difficultés, plusieurs joueurs quittent le club. N’étant pas plus assez nombreux, les Giants déclarent forfait pour la saison 2007.
Afin de tout de même jouer quelques joueurs rejoignent les Servals de Clermont-Ferrand.

### Saison 2007-2008: Nouveau départ et premier titre
Les Giants se reforment l'année suivante, grâce à une nouvelle présidente Karen Sarraillon, et sous la houlette de l'entraîneur chef, Ludovic Bernon. Ils enregistrent le retour de la plupart des joueurs partis aux Servals de Clermont-Ferrand et quelques nouvelles arrivées, ce qui leur permet de s'aligner pour le championnat régional Rhône-Alpes (R1).
Ils survolent le championnat en affrontant les Sharks de Valence et l'équipe B des Centaures de Grenoble. Lors de la finale de ce championnat, les Giants accueilent à Saint-Étienne l'équipe B des Centaures de Grenoble. Ils s'imposent face à une équipe renforcée par plusieurs joueurs issus de l'équipe de D2 sur le score de 24-20.
Les Stéphanois accèdent de ce fait à la division supérieure : le championnat du Casque d'Argent (D3).

### Saison 2008-2009: Champions de France D3
Pour leur retour dans la compétition, les Giants s'imposent face aux Gones de Lyon par la marque de 26-00. Pour le deuxième match de la saison, les Giants s'imposent à Gerland face au L.O.U. sur un score de 66-00. 3 nouvelles victoires suivent à Lyon contre les Gones 12-52, à Bron contre les Falcons 0-26 et à Saint-Étienne contre les Aigles de Chambéry 36-15.
Après deux défaites contre les Falcons puis les Aigles, les Giants gagnent leur dernier match, s'assurant de finir 1er de la poule Rhône Alpes. Ils accèdent du coup aux phases finales du championnat de D3. En huitième de finale, le 3 mai à Saint-Étienne, les Giants s'imposent 58-20 face aux Dauphins B de Nice. En quart de finale, les Giants s'imposent à Biarritz contre les Atlantes sur le score de 16-48. En demi-finale, victoire stéphanoise 00-18 à Avignon face aux Warriors. En finale, les Giants s'imposent sur leurs terres 16-13 face à l'équipe B du Flash de la Courneuve. Les Giants sont donc sacrés champions de France de D3 2009.

### Saison 2009-2010: Championnat de France D2
En 2010, les Giants terminent une très belle première saison en D2 (Casque d'Or). En effet, ils terminent à la 3e place de la conférence Sud et à la 5e place nationale. Cette saison se clôture sur une fiche de 6 victoires et 4 défaites.

### Saisons 2010-2011: Championnat de France D2
En 2011, les Giants accèdent aux playoffs avec une fiche de 7 victoires et 3 défaites, finissant 1ers de leur poule devant l'Iron Mask de Cannes, les Servals de Clermont-Ferrand et les Aigles de Chambéry.
En finale Sud, ils sont battus par les Kangourous à Pessac sur le score de 21 à 7.

### Saisons suivantes
En 2016, le club lance une campagne de financement participatif, avec pour objectif de récolter 3 000 €, dans le but d'embaucher un quarterback étranger pour renforcer l'équipe. Les Giants font alors face à des difficultés financières importantes après le retrait de deux sponsors importants,. 
Après plusieurs saisons difficiles en D2, les Giants redescendent en D3 pour la saison 2017/2018 et terminent derniers de leur poule. Ils s'améliorent dès la saison suivante, terminant troisièmes puis à nouveau troisième lors de la saison 2018/2019.

### Pandémie de Covid-19
La pandémie de Covid-19 constitue une période difficile pour le club. Le football américain étant un sport de contact, il est particulièrement affecté par les mesures barrières mises en place pour lutter contre la propagation du virus, qui incluent la fermeture de nombreux clubs sportifs.
Le club se fixe alors pour objectif de se maintenir en troisième division et ne vise pas les premières positions du classement.

## Bilan par saison
| Saison                  | Division       | Résultat              | Vic.    | Nuls    | Déf.    | Pts pour | Pts contre |
| ----------------------- | -------------- | --------------------- | ------- | ------- | ------- | -------- | ---------- |
| Titans de Saint-Étienne |                |                       |         |         |         |          |            |
| 1987                    | D1             | Quart de finaliste    | 1       | 0       | 1       | 12       | 25         |
| Giants de Saint-Étienne |                |                       |         |         |         |          |            |
| 1988                    | D1             | Poules                | 0       | 0       | 0       | 0        | 0          |
| 1989                    | D1             | Poules                | 0       | 0       | 0       | 0        | 0          |
| 1990                    | D2             | Quart de finaliste    | 0       | 0       | 0       | 0        | 0          |
| 1991                    | D2             | Demi-finaliste        | 0       | 0       | 0       | 0        | 0          |
| 1992                    | D2             | Quart de finaliste    | 2       | 0       | 1       | 53       | 38         |
| 1993                    | D2             | Huitième de finaliste | 1       | 0       | 1       | 20       | 27         |
| 1994                    | D2             | Quart de finaliste    | 0       | 0       | 0       | 0        | 0          |
| 1995                    | D2             | Poules                | 1       | 0       | 2       | 58       | 78         |
| 1996                    | D2             | Poules                | 0       | 1       | 7       | 99       | 168        |
| 1997                    | D2             | Poules                | 1       | 0       | 7       | 110      | 272        |
| 1998                    | D2             | Demi-finaliste        | 4       | 0       | 3       | 193      | 79         |
| 1999                    | D2             | Forfait               | Forfait | Forfait | Forfait | Forfait  | Forfait    |
| 2000                    | D2             | Poules                | 1       | 0       | 5       | 77       | 165        |
| 2001                    | D2             | Huitième de finaliste | 2       | 0       | 5       | 68       | 129        |
| 2002                    | D2             | Poules                | 3       | 0       | 3       | 77       | 127        |
| 2003                    | D3             | Quart de finaliste    | 6       | 0       | 1       | 211      | 55         |
| 2004                    | D3             | Demi-finaliste        | 4       | 0       | 3       | 148      | 101        |
| 2005                    | D3             | Quart de finaliste    | 6       | 1       | 1       | 305      | 48         |
| 2006                    | D3             | Quart de finaliste    | 6       | 0       | 2       | 261      | 77         |
| 2007                    | D3             | Forfait               | Forfait | Forfait | Forfait | Forfait  | Forfait    |
| 2008                    | D4 Rhône-Alpes | Champion              | 5       | 0       | 0       | 196      | 40         |
| 2009                    | D3             | Champion              | 10      | 0       | 2       | 450      | 148        |
| 2010                    | D2             | 3e Conf Sud           | 6       | 0       | 4       | 147      | 158        |
| 2011                    | D2             | Finaliste Sud         | 7       | 0       | 3       | 285      | 158        |

## Palmarès

### Flag football
- Championnat de France
  - Champion (2): 2007, 2008
  - Vice-champion : 2006, 2010

### Football Américain
- Champion Rhône-Alpes R1 : 2008

- Champion de France D3 (Casque d'Argent) : 2009